# La donna è mobile
La donna è mobile (вимовляється як [la ˈdɔnna ˌɛ mˈmɔːbile]; «Жінка мінлива») — пісенька герцога Мантуанського із опери Джузеппе Верді Ріголетто (1851) на лібрето Франческо П'яве.

## Лібретто
Оригінальний італійський текст

La donna è mobile

Qual piuma al vento,

Muta d'accento

e di pensiero.

Sempre un amabile,

Leggiadro viso,

In pianto o in riso,

è menzognero.

Ritornello

La donna è mobile

Qual piuma al vento,

muta d'accento

e di pensier'

È sempre misero

Chi a lei s'affida,

Chi le confida

mal cauto il core!

Pur mai non sentesi

Felice appieno

Chi su quel seno

non liba amore!

Ritornello

La donna è mobile

Qual piuma al vento,

muta d'accento

e di pensier'!
У виконанні Миколи Фокіна, 1954

Серце жіноче

До зрад охоче

Вічно мінливе

І жартівливе

Ніжно кохати

Жінки клянуться

Зраджують завжди

Та ще й сміються

Приспів

Манять красою

Палко цілують

А потім легко

Кидають нас

Часом страждання

Любов приносить

Та все ж кохання

Серденько просить

Ласки жіночі

Треба любити

Без насолоди

Не можна жити

Приспів

Хай же сміються

Ніжно кохають

Та покидаю

Їх перший я

Сам я!
У виконанні Анатолія Солов'яненка, 1975

Серце красуні

Вічно мінливе

І легкокриле 

Як вітер маю

Часто в коханні

Палко клянуться

Плачуть, сміються

Та покидають

Приспів

Вічно сміються

Вічно чарують

Та дуже легко

Кидають нас

Часом страждання

Любов приносить

Тобто ж кохання

Серденько просить

Ласки їх любим ми

Хоч і зрадливі

Жить неможливо

Без насолоди

Приспів

Хай же сміються

Хай же чарують

Та першим завжди

Зраджую я